# Деразлу
Деразлу (перс. درازلو) — село в Ірані, у дегестані Тула-Руд, у Центральному бахші, шагрестані Талеш остану Ґілян. За даними перепису 2006 року, його населення становило 394 особи, що проживали у складі 78 сімей.

## Клімат
Середня річна температура становить 14,02 °C, середня максимальна – 27,18 °C, а середня мінімальна – -0,78 °C. Середня річна кількість опадів – 751 мм.
| Клімат поселення                              | Клімат поселення | Клімат поселення | Клімат поселення | Клімат поселення | Клімат поселення | Клімат поселення | Клімат поселення | Клімат поселення | Клімат поселення | Клімат поселення | Клімат поселення | Клімат поселення | Клімат поселення |
| Показник                                      | Січ.             | Лют.             | Бер.             | Квіт.            | Трав.            | Черв.            | Лип.             | Серп.            | Вер.             | Жовт.            | Лист.            | Груд.            |                  |
| Середній максимум, °C                         | 9,15             | 9,90             | 12,19            | 17,70            | 22,44            | 25,01            | 27,18            | 27,00            | 23,97            | 20,58            | 15,85            | 11,62            |                  |
| Середня температура, °C                       | 4,18             | 4,93             | 7,23             | 12,75            | 17,45            | 20,04            | 23,09            | 22,91            | 19,88            | 16,50            | 11,77            | 7,52             |                  |
| Середній мінімум, °C                          | −0,78            | −0,03            | 2,26             | 7,77             | 12,49            | 15,08            | 18,99            | 18,82            | 15,78            | 12,39            | 7,68             | 3,43             |                  |
| Норма опадів, мм                              | 71               | 62               | 66               | 53               | 39               | 24               | 10               | 32               | 80               | 121              | 90               | 103              |                  |
| Середньомісячна швидкість вітру, м/с          | 2.30             | 2.40             | 2.40             | 2.36             | 2.31             | 2.60             | 2.60             | 2.40             | 2.17             | 2.09             | 1.91             | 2.06             |                  |
| Середньомісячна сонячна радіація, кДж/м²·день | 6783             | 9102             | 11221            | 15871            | 20086            | 22950            | 23769            | 20116            | 16338            | 11085            | 8429             | 6448             |                  |
| --------------------------------------------- | ---------------- | ---------------- | ---------------- | ---------------- | ---------------- | ---------------- | ---------------- | ---------------- | ---------------- | ---------------- | ---------------- | ---------------- | ---------------- |
| Джерело:                                      |                  |                  |                  |                  |                  |                  |                  |                  |                  |                  |                  |                  |                  |